# 문세라트 랙식 철도

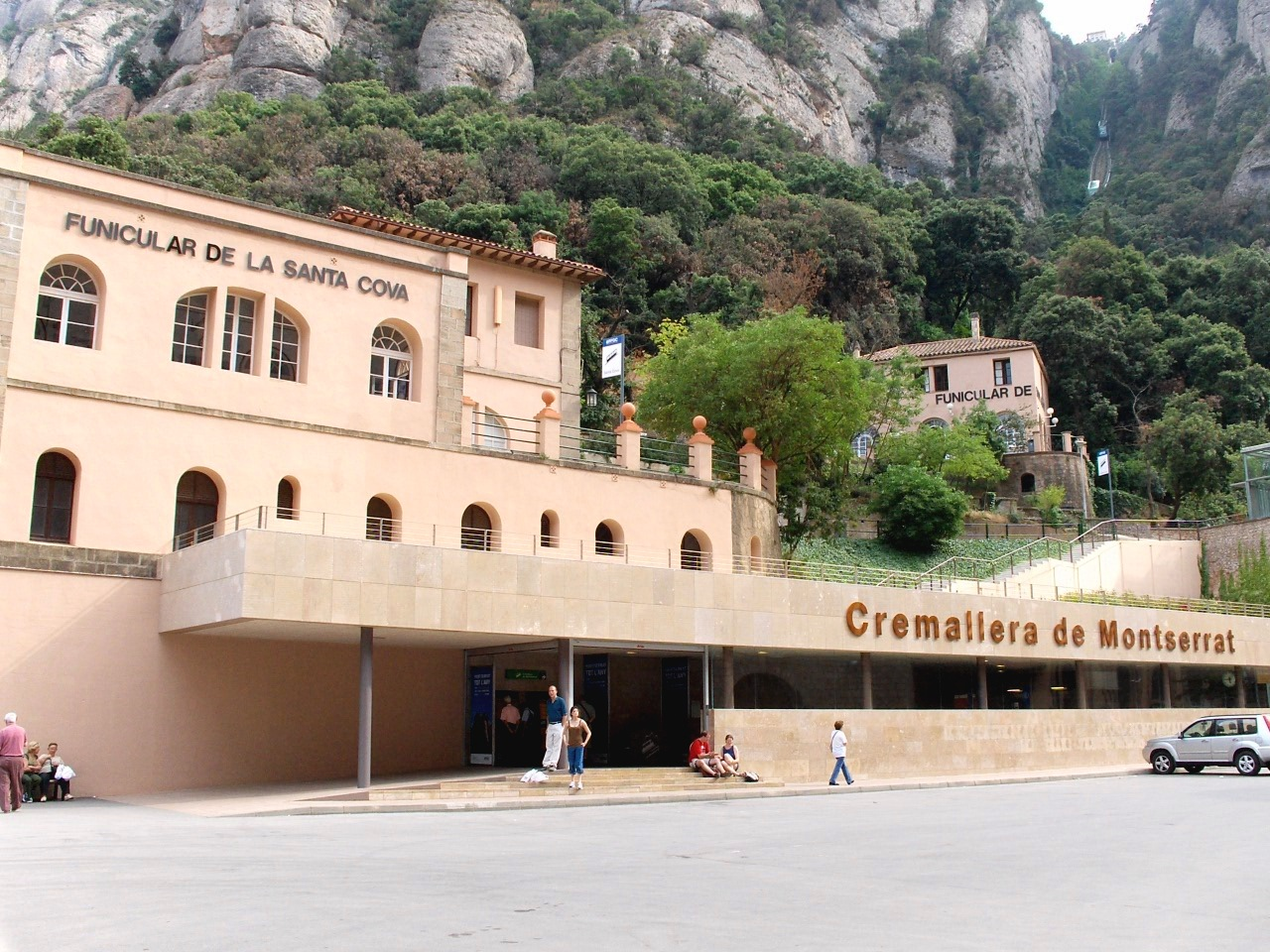
문세라트 역사

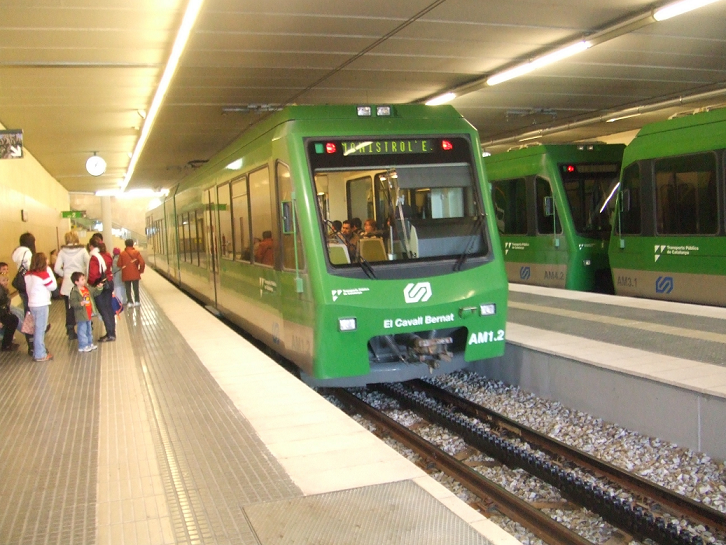
열차

문세라트 랙식 철도(카탈루냐어: Cremallera de Montserrat 크레말례라 데 문세라트)는 스페인 카탈루냐주 문세라트의 랙식 철도(Cremallera)로서, 차량에 설치된 톱니바퀴가 지면의 랙 레일과 맞물려 급구배 구간을 오르는 철도기술로 산 아래의 무니스톨 데 문세라트 군과 문세라트 수도원을 연결하고 있다. 본 철도 노선은 1892년 10월 6일 그란스 펜덴츠 산악철도가 완공했고, 1957년에 운행을 중지했다. 카탈루냐 자치정부 철도가 2003년 6월 11일 운행을 재개했다.
산기슭의 무니스토롤데문세라트 역에서 문세라트 수도원 부근까지 오른다. FGC에서 운영하고 있다.

## 역사

### 계획과 건설
19세기 말, 문세라트 수도원에 방문하려는 관광객 수가 늘어남에 따라 수도원으로 접근이 용이해저야한다는 요구가 증가하고 있었다. 기술자인 주아킴 카레라와 사업가인 주제프 M. 곤살레스는 에스파냐 북부 철도회사의 바르셀로나-만레사를 잇는 이베리아 광궤철도 노선 상에 위치한 무니스톨데문세라트와 문세라트 수도원을 랙식 철도 기술로 연결하는 구상을 기획한다.
1880년 위 계획안이 상원에 제출됐고, 1년 후 승인된다. 수 개월 후에 그란스 펜덴츠 산악철도 회사가 설립된다. 설립 후인 1890년, 회사는 노선 계획 안을 더 짧고, 1미터 궤간과 아프트식 시스템으로 보다 발전된 안으로 발전시켰고, 정부에 계획안을 올려, 1891년에 허가를 받는다.
건설은 9월에 시작되어 13개월 후인 1892년 10월 6일에 영업을 시작한다.

### 발전
1905년 첫 계획한 바와 같이 노선을 북부 철도회사의 바르셀로나-만레사-례이다 선의 무니스톨 노르드 역으로 마침내 연장한다. 20세기 초 동안, 역을 개축했고, 철도 노선 중간 부분을 복선화하고 역 플랫폼을 연장하여 보다 많은 승객 수송을 할 수 있게 되었다.
1922년 카탈루냐 철도회사가 마르토레이-만레사 선을 개통하며 문세라트 랙식 철도에 접하는 역을 설치한다.

### 악화 및 폐업
1930년대에 문세라트 케이블카의 개통과 도로 교통이 개선되면서 문세라트의 경쟁이 치열해졌다.
스페인 내전 동안, 문세라트 랙식 철도는 수도원에 위치한 군 병원으로 부상병을 호송하는 데에 사용되었고, 여객 운송은 중지됐다. 종전 후, 수 년동안 불황이 닥쳤고, 노선 발전 및 보수 투자가 멈췄다. 하지만 1940년 대에 최대 이용객 수를 기록한다.
1953년 심각한 열차 사고가 발생한다. 수도원으로 올라가던 열차가 하강하기 시작하여 후행하던 열차와 함께 수백 미터를 내려가 세번째 열차와 추돌하여 8명이 사망하고 160명이 부상을 입는 사고가 일어났다. 이 사고로 인해 수도원으로 가는 선택지에서 랙식 철도를 기피하게 되는 계기가 되었고, 이는 철도회사의 제정상황에 큰 악영향을 주었다. 기반 시설과 열차 모두 상태가 악화면서 랙식 철도는 1957년 5월 12일 문을 닫는다.

### 회복
1999년 문세라트 산으로 올라가는 도로 교통량이 포화에 다다르자 랙식철도를 부활하자는 제안이 제출된다. FGC는 계획 초고를 만드는 것과 노선 개발에 책임이 있었고, 수도원과 무니스톨-빌라를 잇는 거의 모든 옛 구간을 되살렸다. '무니스톨-빌라'와 '무니스톨-엔랴스' 구간은 새롭게 만들어진 구간으로 약 480미터 길이의 고가 구간이 되었다. '무니스톨-엔랴스'와 '카스텔베이 이 엘 빌라르 역'을 잇는 구간은 폐선됐다.
2001년 7월 1일 작업이 시작됐고, 2002년 11월 첫 궤도를 설치하기 시작했고, 그 다음해에 시험 운행이 시작됐다. 2003년 6월 11일 46년 만에 대중에게 다시 문을 열게 됐다.